# 1959-es afrikai nemzetek kupája
Az 1959-es afrikai nemzetek kupája jelentősen eltért az első, 1957-estől. A létszám (három válogatott) maradt, ám már nem rendeztek elődöntőt és hagyományos döntőt, hanem a csapatok egy csoportban játszottak, és aki a legtöbb pontot gyűjtötte, az lett a bajnok. Egyiptom megszerezte második bajnoki címét is.

## A csoport
| Csapat   | Pont | Mérk | Gy | D | V | G+ | G- | +/- |
| -------- | ---- | ---- | -- | - | - | -- | -- | --- |
| Egyiptom | 4    | 2    | 2  | 0 | 0 | 6  | 1  | +5  |
| Szudán   | 2    | 2    | 1  | 0 | 1 | 2  | 2  | 0   |
| Etiópia  | 0    | 2    | 0  | 0 | 2 | 0  | 5  | -5  |

Mérkőzések:
1959. május 22.
| Egyiptom · el-Gohari 29, 42, 73 · es-Serbíni 64 | 4–0 | Etiópia · Játékvezető = Živko Bajić |

1959. május 25.
| Szudán · Adrísza 40 | 1–0 | Etiópia Játékvezető = Kósztasz Cícisz |

1959. május 29.
| Egyiptom · Bahíg 12, 89 | 2–1 | Szudán · Mánzúl 65 Játékvezető = Živko Bajić |